# Mac OS 8
O Mac OS 8 é um sistema operacional lançado pela Apple Computer em 26 de julho de 1997. Ele representou a maior atualização do Mac OS desde o lançamento do System 7, seis anos antes. Lançado sobre uma série de atualizações, essa versão contém uma tecnologia integrada conhecida como Copland. O Mac OS 8 ajudou a modernizar o família Mac OS enquanto a Apple Inc. desenvolvia a nova geração de sistemas operacionais, os Mac OS X. O Mac OS 8 foi o primeiro software mais vendido da Apple Inc. com 1,2 milhões de cópias vendidas em duas semanas.
Ele sofreu algumas modificações com o tempo como a introdução da interface Platinum e um processador PowerPC. A atualização 8.1 introduziu um novo e mais eficiente sistema de arquivos conhecido como HFS Plus. O Mac Os 8.5 foi a primeira versão do Mac OS a requerer um processador PowerPC. Juntamente com o PowerPC vieram o QuickDraw e o AppleScript, e depois com o com sistema de busca Sherlock. Seu sucessor, Mac OS 9 foi lançado em 23 de Outubro de 1999.